# OKO Tower
OKO Tower, noto anche semplicemente come OKO (in russo ОКО significa letteralmente "occhio") è un complesso di due grattacieli situato nel Moscow International Business Center (MIBC) della capitale russa. Occupando un'area totale di circa 250.000 metri quadrati, il complesso a uso misto ospita appartamenti, uffici e un hotel a 5 stelle.

## Descrizione
I due grattacieli, chiamati North Tower e South Tower, sono tra i grattacieli più alti della Russia, con quest'ultimo che è il più alto dei due. Con un'altezza di 354,1 m, la torre sud di 85 piani nota anche come OKO Apartment Tower o 16a IBC Tower 1, era l'edificio più alto in Russia e in Europa, quando fu poi sorpassato dalla Federation Tower pochi mesi dopo. La North Tower di 49 piani, nota anche come OKO Office Tower o 16a IBC Tower 2, è alta 245 m ed è l'undicesimo edificio più alto in Russia. Il complesso dispone anche di un ampio parcheggio.